# Сексуална коцка
Сексуална коцка је игра са коцкама намењена загревању сексуалне атмосфере и потпомагању предигре. Свако лице коцке уместо бројева у случају ове игре има текст или слике. На лицима једне од коцака најчешће је представљен део тела, а на лицима друге сексуална пажња која том делу тела треба да буде поклоњена.
Сексуална коцка најчешће се употребљава како би се пробио лед и продужила предигра. Иста се с друге стране препоручује свима који нису сувише гипки да би пробали иновативне позе као незахтеван начин за увођење разноврсности у кревет.
Друга верзија ове игре, пак, састоји се само из једне коцке. На њој је нацртана нека сексуална поза или део тела коме треба пружити пажњу. Музички часопис „Спин“ оцењује да је ова игра популарна међу америчким младићима и девојкама.